# Teufelsluch

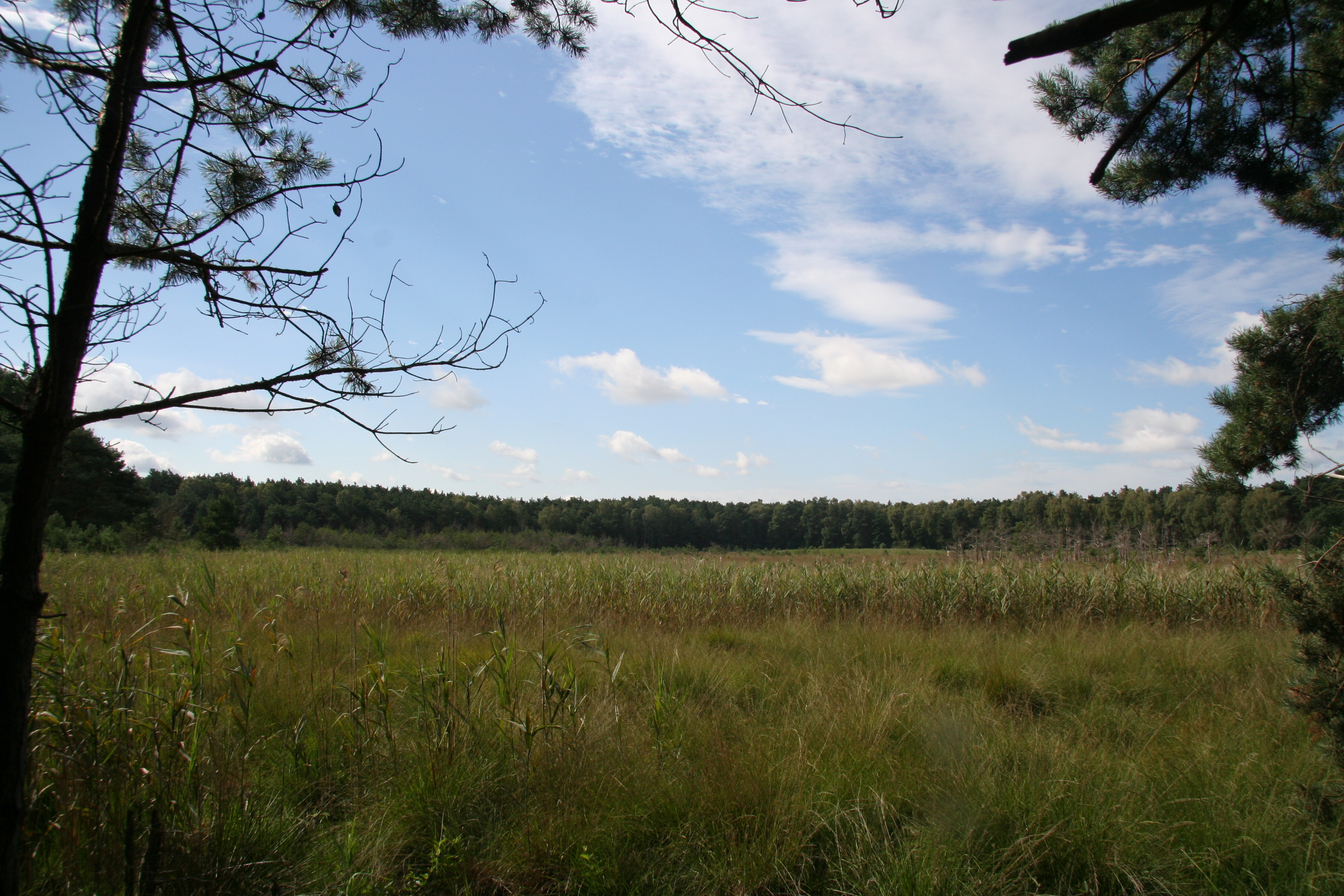
Naturschutzgebiet Teufelsluch (August 2016)

Das Naturschutzgebiet Teufelsluch liegt im Landkreis Dahme-Spreewald in Brandenburg. 
Das rund 38,5 ha große Naturschutzgebiet erstreckt sich nordöstlich von Neu Bückchen, einem Wohnplatz in der Gemeinde Märkische Heide. Südlich des Gebietes liegt der Groß Leuthener See.

## Bedeutung
Das Gebiet mit der Kenn-Nummer 1256 wurde mit Verordnung vom 24. Juni 1992 unter Naturschutz gestellt.